# Herostratus (film)

Herostratus est un film britannique expérimental réalisé par Don Levy (en), sorti en 1968.

## Synopsis
Max, un jeune poète, n'en peut plus de ne susciter chez son prochain qu'indifférence quand ce n'est pas de l'hostilité. Il décide de se suicider. Mais, pour attirer l'attention sur lui, il demande à une agence de publicité de mettre en scène sa mort.

## Fiche technique
- Titre original : Herostratus
- Réalisation : Don Levy (en)
- Scénario : Don Levy, d'après une idée originale d'Alan Daiches et de lui-même
- Directeur de la photographie : Keith Allams
- Décors : Gerald Coral, James Mellor
- Ingénieurs du son : Peter O'Connor, Robert Lockwood
- Montage : Don Levy (en)
- Musique : John Mayer, Halim El-Dabh
- Producteurs : Don Levy (en)
- Société de production : I Films
- Pays de production :  Royaume-Uni
- Langue originale : anglais
- Format : Noir et blanc — 35 mm — 1,75:1 — son mono
- Genre : drame
- Durée : 142 minutes
- Dates de sortie : 
  - Royaume-Uni : 3 mai 1968 (Institute of Contemporary Arts à Londres)
  - France : 30 octobre 1968

## Distribution
- Michael Gothard : Max
- Gabriella Lucidi : Clio
- Peter Stephens : Farson
- Antony Paul : Pointer
- Helen Mirren : la femme dans la pub